# Marco Majewski
Marco Majewski (* 3. April 1984 in Jülich, Künstlernamen: Kurt Beckmann, Jonny Bombastic und Marco Vegas) ist ein deutscher Bodybuilder, Stripper, Partyschlagersänger, Pornodarsteller und Fotomodell.

## Leben
Majewski trat seit seiner Jugend als Tänzer auf. Er war von 1994 bis 2000 deutscher Vizemeister im karnevalistischen Paartanz. Er erzielte außerdem den 1. Platz in der Nord- und Westdeutschen Meisterschaft und den 1. Platz in der Verbandsmeisterschaft. Ab 2000 legte er den Fokus verstärkt auf Fitness, Aerobic und Bodybuilding. Ab 2001 folgten erste Aufträge als Fotomodell, insbesondere im Fitnessbereich.
2002 wurde er im Alter von 18 Jahren Bodybuilding-Weltmeister in der Gewichtsklasse Junioren Athletik der NABBA, 2007 deutscher Bodybuilding-Meister in der Gewichtsklasse Männer II der NABBA. 2002 wurde er bei der International World Fitness Federation ebenfalls Weltmeister in der Klasse Juniors Athletic.
Seit 2004 tritt Majewski als professioneller Tänzer im Strip- und Animationsbereich auf, unter anderem als Mitglied der Stripgruppe „Florida Dream Boys“. Außerdem war er in Reportagen verschiedener Privatsender zu sehen. Er hatte in dieser Zeit Auftritte in verschiedenen Talkshows im Privatfernsehen.
Majewski wirkte seit 2005 vereinzelt als Darsteller in Pornofilmen mit, seit 2012 steht er regelmäßig unter dem Pseudonym Marco Vegas, vornehmlich für das deutsche Label Videorama und dessen erfolgreiche DVD-Reihe „Lena Nitro“, vor der Kamera. Zudem stand er ab 2006 für die US-amerikanische Produktionsfirma Dynamite Studios und deren Label MuscleHunks.com unter dem Pseudonym Kurt Beckmann unter Vertrag, so erhielt er Aufträge für Shootings in Miami und Las Vegas, 2007 und 2009 folgten weitere Shootings in New York, Miami und Los Angeles. Die Foto- und Kamerashootings zielten durchaus auf den Geschmack eines schwulen Publikums ab. Majewski betonte jedoch stets seine Heterosexualität. Seit 2008 arbeitet er als Model für die US-Product-Line.
Seit 2009 tritt er als „Deutschlands erster Nacktsänger“ Jonny Bombastic in diversen Clubs auf. In Diskotheken trat er auch gemeinsam mit dem Ex-Pornostar Annina Ucatis auf. Außerdem war er bei center.tv mit seinem Auftritt zu sehen. Im März 2010 trat Majewski als Johnny Bombastic gemeinsam mit den Florida Dream Boys in der Komödie Dresden auf.
Am 13. November 2009 wurde seine erste Single „Lucky Lips“, eine Coverversion des gleichnamigen Titels von Cliff Richard & The Shadows aus dem Jahr 1965, veröffentlicht. Es folgten drei weitere Singles, ebenfalls allesamt Coverversionen.
Im Februar 2010 war er als lebendiges Kunstwerk in der Bundeskunsthalle in Bonn zu sehen. In einer Performance des Künstlers Tino Seghal stellt Majewski einen zunächst unauffälligen Museumswärter dar, der sich dann langsam bis zum Slip auszieht.
Majewski ist Inhaber einer privaten Strip-Schule in Krefeld. Er arbeitet zudem bei diversen Livewebcam-Portalen als Nackt-Darsteller.

## Filmografie
Fernsehen
- 2013: Köln 50667, Rolle: Steven (RTL 2) (5 Folgen)
- 2011: Verdachtsfälle, Rolle: Maximilian Koernig (RTL)
- 2011: Familien im Brennpunkt (RTL)
- 2010: Richterin Barbara Salesch, Rolle: Ingo Müller (Sat.1)
- 2005: Das Jugendgericht (RTL)
- 2004: Zwei bei Kallwass (Sat.1)
- 2003: Was guckst du?!, Rolle: Captain Sensitive (Sat.1) (2 Folgen)

Pornografie
- 2014: „Sauerei im Schweinestall“ (als Marco M)
- 2014: „Gina deckt auf 2 - Der Private Sex-Report“ (als Marco M)
- 2013: „Lena Nitro – Wer hat noch nicht?“ (als Marco Vegas)
- 2013: „Lena Nitro – Auf geht's“ (als Marco Vegas)
- 2012: „Gestern Flittchen, heute Prinzessin“ (als Marco Vegas)
- 2012: „Lena Nitro – Die geile Erbschaft“ (als Marco Vegas)
- 2012: „Lena Nitro – Schmutziges Hobby“ (als Marco Vegas)
- 2012: „Sex-Diaries: Love, Sex & Sun“ (als Marco Vegas)
- 2012: „Alt fickt Jung - Teil 1“ (als Marco M)
- 2010: „Deutschlands geilste Friseusen“
- 2008: „Alles Fotzen ausser Mutti – Teil 1“
- 2008: „Annoncen Luder 36“
- 2006: „Kurt Beckmann: In Your Face“ (als Kurt Beckmann)
- 2005: „Vivian Schmitt – Exzessives Wochenende“ (als Marco)

## Diskografie
Singles
- 2009: „Lucky Lips“ (als Jonny Bombastic)
- 2011: „YMCA“ (als Jonny Bombastic)
- 2011: „Born to be alive“ (als Jonny Bombastic)
- 2011: „Jonny be good“ (als Jonny Bombastic)